# Toyoaki Matsuura
Toyoaki Matsuura (* 5. Oktober 1929 in Toyonaka; † 16. August 2011) war ein japanischer klassischer Pianist.

## Leben und Werk
Matsuura begann mit acht Jahren Klavier zu spielen. Er studierte an der Ueno Kindermusikschule bei Nagai Susumu. Er begann ein Klavierstudium an der Tokyo National Universität der schönen Künste und Musik, verließ aber die Universität bald. 1948 gewann er den ersten Preis und einen Sonderpreis in der Sektion Klavier des 17. Japanischen Musikwettbewerbes. 
1950 gab er sein öffentliches Konzertdebüt mit dem 3. Klavierkonzert von Sergei Prokofjew und dem NHK Symphony Orchestra Tokyo. 1958 gewann er einen Preis (7. Platz) beim 1. Internationalen Tschaikowsky-Wettbewerb. Zwischen 1960 und 1962 führte Matsuura eine große Tournee durch die Sowjetunion durch.
1958 studierte er bei Helmut Roloff an der Hochschule für Musik in Berlin. Weitere Studien absolvierte er bei Wilhelm Kempff, Artur Rubinstein und Nadia Boulanger. 1959 gewann er den ersten Preis beim Long-Thibaud-Wettbewerb in Paris. 1960  trat er beim Royal Monaco Music Festival auf. Als Solist begleitete er anschließend das NHK Symphony Orchestra auf einer weltweiten Konzerttournee.
1969 kehrte Matsuura nach Japan zurück. Neben seinen Konzertaufführungen arbeitete er als Dozent für das NHK-Konzertprogramm und war verantwortlich  für das kommerzielle NHK Musikprogramm. Er lehrte als Professor an der Tokyo Universität der Künste, dem Osaka College of Music, der Ueno Gakuen Universität und der Nihon University Graduate School für Kunst und Wissenschaften. Er war auch Leiter der Japan Piano Education Federation und der Japan Chopin Association.
Toyoaki Matsuura hat als Gutachter bei zahlreichen internationalen Klavierwettbewerben gewirkt.
Toyoaki Matsuura starb am 16. August 2011 an Herzversagen.

## Preise
- 1948 Gewinner des 1. Japanischen Musikwettbewerbes
- 1958 7. Platz beim 1. Internationalen Tschaikowsky-Wettbewerb
- 1959 Gewinner beim Long-Thibaud-Wettbewerb